# Carol Remmer Angle
Carol Remmer Angle es una pediatra, nefróloga, y toxicóloga estadounidense,  es reconocida como una de las principales investigadoras en saturnismo.

## Biografía
Es profesora emérita del Centro Médico de la Universidad de Nebraska (UNMC) en Omaha, Nebraska.  Desarrolla actividades científicas y académicas en la UNMC desde 1971 y fue una de las primeras mujeres en ser presidente de un departamento médico académico (pediatría). Ha sido también Jefa de nefrología pediátrica, directora de la unidad de Cuidados intensivos pediátricos, y director de toxicología médica. En 1957, la Dra. Angle along with Dr. Matilda McIntire, founded one of the country’s first poison control centers. La Dra. Angle es miembro fundadora y presidenta de la American Association of Poison Control Centers. Por cuarenta años, sirvió como experta del NIEHS, National Institutes of Health y de la Agencia de Protección Ambiental de Estados Unidos donde se investiga la toxicidad de metales pesados. Sigue como consultora de toxicología, revisora y editora.

### Formación
Wellesley College; Cornell Medical College School; New York Hospital Pediatric, Internado y Residencia; University of Nebraska Hospital, Residency

## Reconocimiento
- Directora, Educación Médica, Childrens Memorial Hospital, Omaha, Nebraska, 1954-1967[8]
- Directora, Centro de Control de Tóxicos Nebraska Master, 1957-1966[9]
- Coordinadora Estadual, Nebraska Master Poison Control Center, 1957-1966[8]
- Directora, Clínica Pediátrica Renal, Univ. de Nebraska Hospital & Clínicas, 1966-1984[10]
- Directora, Unidad Pediátrica de Cuidados Intensivos, Univ. de Nebraska Hospital, 1968-1974[11]
- Presidenta del Programa, Asociación Americana de Centros de Control Toxicológico, 1977-1979[5]
- Profesora, Dto de Pediatría, Univ. de Nebraska Fac. de Medicina, 1971-1998[12]
- Directora, Fundación Nacional del Centro de Tratamiento de  Defectos Congénitos, Children's Memorial Hospital, 1974-1981[10]
- Miembro, Toxicology Advisory Board, U.S. Consumer Product Safety Commission, 1978-1982[13]
- Chairman, Department of Pediatrics, University of Nebraska College of Medicine, 1981-1985[14]
- Miembro, National Advisory Environmental Health Sciences Council, NIH, 1984-1987
- Directora, Clinical Toxicology, University of Nebraska Medical Center, 1985-1998[15]
- Editora jefa, Journal of Toxicology - Clinical Toxicology, 1989-2002[2][16]
- Profesora emérita, Dto. de Pediatría, University of Nebraska College of Medicine, 1999–present[17]
- Honor Award, Matthew J. Ellenhorn Award, 2003[18]
- Galardón de Honor, University of Nebraska Medical Center Legends Award, 2008  Archivado el 4 de marzo de 2016 en Wayback Machine.[19]

## Publicaciones
- Angle CR:  Congenital bowing and angulation of long bones.  Pediatrics 13:257-267, 1954

- Angle CR:  Poison control outlines:  toxicity of insecticides and herbicides.  Nebr Med J 48:644-646, 1963

- Angle CR and McIntire MS:  Lead poisoning during pregnancy:  fetal tolerance of calcium disodium edentate.  Am J Dis Child 108:436-439, 1964

- Angle CR:  Acute renal failure.  J Lancet 86:355-362, 1966

- Angle CR and McIntire MS:  Evaluation of a poison information center.  J Lancet 86:363-365, 1966

- Angle CR, McIntire MS and Moore, RC:  Cloverleaf skull:  Kleeblattschadel-deformity syndrome.  Am J Dis Child 114:098-202, 1967

- Angle CR, McIntire MS and Zetterman RA:  CNS symptoms in childhood poisoning.  Clin Toxicol 1:19-29, 1968
- Angle CR, McIntire MS and Meile R:  Neurologic sequelae of poisoning in children.  J Pediat 73:531-539, 1968
- Angle CR and McIntire MS:  Persistent dystonia in a brain damaged child after ingestion of phenothiazine.  J Pediat 73:124-126, 1968

- Angle CR and Glyn M:  The value of a pediatric high intensity care unit.  Nebr Med J 54:737-740, 1969

- Angle CR:  Symposium on iron poisoning.  Clin Tox 4:525-527, 1971

- Angle CR and McIntire MS:  Red cell lead, whole blood lead and red cell enzymes.  Environ Health Perspect 7:133-137, 1974

- Angle CR and Wermers J:  Human poisoning with flea-dip concentrate.  J Am Vet Med Assc 165:174-175, 1974

- Angle CR, McIntire MS and Vest BS:  Blood lead of Omaha school children topographic correlation with industry, traffic and housing.  Nebr Med J 60:97-102, 1975

- Angle CR:  Locomotor skills and school accidents.  Pediatrics 56:819-822, 1975

- Angle CR, McIntire MS and Brunk G:  Effect of anemia on blood and tissue lead in rats.  J Toxicol Environ Health 3:557-563, 1977

- Angle CR, Trembath EJ and Strond W:  The myelodysplasia and hydrocephalus program in Nebraska:  A 15 year review of cost and benefits, Park I.  Nebr Med J 62:359-361 (Oct), 1977; Part II.  Nebr Med J 63:391-939 (nov) 1977

- Angle CR and McIntire MS:  Lead, mercury and cadmium:  toxicity in children.  Paediatrician 6:204-225, 1977

- Angle CR and McIntire MS:  Low level lead and inhibition of erythrocyte pyrimidine nucleotidase.  Environ Res 17:296-302, 1978

- Angle CR and McIntire MS:  Environmental lead and children – the Omaha Study.  J Toxicol Environ Health 5:855-870, 1979

- Angle CR, Stohs SJ, McIntire MS, Swanson MS and Rovang K:  Lead induced accumulation of erythrocyte pyrimidine nucleotides in the rabbit.  Toxicol Appl Pharmacol 54:161-167, 1980

- Angle CR:  The Department of Pediatrics, UNMC.  Neb Med J 53-54, 1981

- Angle CR, McIntire MS, Swanson MS and Stohs SJ:  Erythrocyte nucleotides in children – increased blood lead and cytidine triphosphate.  Pediatr Res 16:331-334, 1982

- Angle CR, O’Brien TP and McIntire MS:  Adolescent self-poisoning – a 9 year follow-up.  JDBP 4:83-87, 1983

- Angle CR, Marcus A, Cheng I and McIntire MS:  Omaha childhood blood lead and environmental lead:  A linear exposure model.  Environ Res 35:160-170, 1984

- Angle CR, Swanson MS, Stohs SJ and Markin RS:  Abnormal erythrocyte pyrimidine nucleotides in uremic subjects.  Nephron 39:169-174, 1985

- Angle CR and Kuntzelman DR:  Increased erythrocyte protoporphyrins and blood lead – A pilot study of childhood growth patterns.  J Toxicol Environ Health 26:149-156, 1989

- Angle CR, Thomas DJ and Swanson SA:  Toxicity of cadmium to rat osteosarcoma cells (ROS 17/2.8):  Protective effect of 1,25 dihydroxy vitamin D3.  Toxicol Appl Pharmacol 103:113-120, 1990

- Angle CR, Thomas DJ and Swanson SA:  Lead inhibits the basal and stimulated responses of a rat osteoblast-like cell line ROS 17/2.8 to 1,25 dihydroxyvitamine D3 and IGF-I.  Toxicol Appl Pharmacol 103:281-287, 1990

- Angle CR, Thomas DJ, Swanson SA:  Osteotoxicity of cadmium and lead in HOS TE 85 and ROS 17/2.8 cells:  Relation to metallothionein induction and mitochondrial binding.  BioMetals 5:179-184, 1993

- Angle CR, Manton WI, Stanek KL.  Stable isotope Identification of Lead Sources in Preschool Children-the Omaha Study.  J Toxicol Clin Toxicol 33:657-62, 1995

- Angle CR, Swanson SA:  Arsenite enhances homocysteine-induced proliferation of fibroblasts in human aortic smooth muscle cells in B12 (Cobalamin) deficient media.  Submitted to Environmental Health Perspectives, julio de 1997

- Angle CR.  Pitfalls of correlation of childhood blood lead and cognitive development.  J Toxicol Clin Toxicol 40(4):521-2, 2002